# Tres anclados en París
Tres anclados en París es una película argentina en blanco y negro dirigida por Manuel Romero sobre su propio guion que se estrenó el 26 de enero de 1938 y que tuvo como protagonistas a Florencio Parravicini, Tito Lusiardo, Irma Córdoba, Enrique Serrano y Hugo del Carril. El nombre original del filme era el de Tres argentinos en París, pero debió ser cambiado por exigencia de las autoridades. 

## Sinopsis
Tres argentinos que viven en París y sueñan con volver a Buenos Aires pero carecen de recursos para el pasaje, encuentran su oportunidad cuando llegan a París un hacendado, un hombre de negocios y la hija de este. En una partida de póquer amañada los tres anclados obtienen de los recién llegados el dinero para los pasajes; ocurre sin embargo que el empresario ha cometido un desfalco e irá a la cárcel si no devuelve el dinero. El personaje representado por Parravicini, que es el verdadero padre de la hija adoptiva de aquel, le entrega el dinero ganado para que solucione su problema y los tres permanecen en París viéndoselos en un final con la mejor poética de Romero cruzando un puente bajo la neblina, silenciosos, otra vez anclados pero con la feliz tristeza de la autoestima recobrada.

## Producción
El flamante Instituto Cinematográfico del Estado obtuvo que se prohibiera el estreno de la película porque creyó ver en la partida tramposa de cartas un daño al prestigio del país. Con una vigorosa protesta los productores Romero y Guerrico se negaron a efectuar cortes y obtuvieron que se dejara sin efecto la prohibición con la sola concesión de cambiar el título que originalmente era Tres argentinos en París. El hecho incrementó el interés por ver el filme, que fue uno de los mayores éxitos del cine y quedó reconocida como uno de sus clásicos.
En la película se hizo por primera vez en el país un uso amplio del fondo proyectado: Francisco Mugica filmó en París los exteriores que aparecen en la película, incluyendo los que se ven en las excursiones del personaje de Parravicini.

## Reparto
- Florencio Parravicini ...	Domínguez
- Tito Lusiardo	 ...	Eustaquio Pedernera
- Irma Córdoba	 ...	Ángela Torres
- Enrique Serrano	 ...	Eleodoro López
- Hugo del Carril	 ...	Ricardo
- Juan Mangiante	 ...	Carlos Torres
- Alímedes Nelson	 ...	Ketty López
- Elvira Pagá	 ...	Ella misma
- Rosina Pagá ...	Ella misma
- Carlos Morganti
- José Alfayate
- Amalia Bernabé	 ...	Turista argentina en París
- Héctor Méndez	 ...	Conductor del grupo
- Raúl Deval

## Comentario
Comenta Di Núbila que Romero reconstruyó en esas escenas pintorescas de los tres "anclados" sus esfuerzos, más de ingenio que de un músculo, para subsistir; su eterna batalla por la quimérica plata para el pasaje, sus recursos contra las desmelenadas dueñas de pensiones; y también su melancolía en su tango Buenos Aires y sus sueños frustrados. Remarca también la "formidable escena" de la partida de póqueer y señala que Romero no se preocupó por criticar la ética de sus personajes sino que los mostró tal como él los había conocido, si bien quedó implícita una simpatía hacia ellos y hacia su solidaridad con los necesitados. 